# Wielersport op de Olympische Zomerspelen 2000/mountainbike vrouwen
De fietsdiscipline mountainbike was een onderdeel van de wielersport op de Olympische Zomerspelen 2000. De vrouwenwedstrijd vond plaats op zaterdag 23 september 2000 in Fairfield City Farm, net buiten Sydney. Het parcours bestond uit vijf ronden, met een totale afstand van 35,7 kilometer. De wedstrijd werd gewonnen door de Italiaanse Paola Pezzo, die haar titel wist te prolongeren. Pezzo had op de streep 27 seconden voorsprong op de nummer twee, de Zwitserse Barbara Blatter. In totaal stonden dertig rensters aan de start. Een van hen stapte voortijdig af.

## Uitslag
| №                                               | Naam                   | Land | Tijd     | Verschil  |
| ----------------------------------------------- | ---------------------- | ---- | -------- | --------- |
| Goud                                            | Paola Pezzo            | ITA  | 01:49:24 | —         |
| Zilver                                          | Barbara Blatter        | SUI  | 01:49:51 | +00:27.04 |
| Brons                                           | Margarita Fullana      | ESP  | 01:49:57 | +00:33.01 |
| 4                                               | Alla Yepifanova        | RUS  | 01:50:45 | +01:21.05 |
| 5                                               | Alison Sydor           | CAN  | 01:52:19 | +02:54.94 |
| 6                                               | Mary Grigson           | AUS  | 01:53:22 | +03:58.19 |
| 7                                               | Alison Dunlap          | USA  | 01:53:53 | +04:28.67 |
| 8                                               | Chrissy Redden         | CAN  | 01:54:07 | +04:43.00 |
| 9                                               | Sabine Spitz           | GER  | 01:54:46 | +05:22.11 |
| 10                                              | Ruth Matthes           | USA  | 01:55:16 | +05:51.70 |
| 11                                              | Chantal Daucourt       | SUI  | 01:56:49 | +07:25.15 |
| 12                                              | Caroline Alexander     | GBR  | 01:56:50 | +07:26.24 |
| 13                                              | Hedda zu Putlitz       | GER  | 01:58:19 | +08:55.27 |
| 14                                              | Silvia Rovira          | ESP  | 01:58:59 | +09:34.99 |
| 15                                              | Louise Robinson        | GBR  | 01:59:23 | +09:58.89 |
| 16                                              | Ann Trombley           | USA  | 01:59:43 | +10:18.74 |
| 17                                              | Corine Dorland         | NED  | 01:59:59 | +10:34.98 |
| 18                                              | Laurence Leboucher     | FRA  | 02:00:38 | +11:14.51 |
| 19                                              | Lesley Tomlinson       | CAN  | 02:00:44 | +11:19.70 |
| 20                                              | Jimena Florit          | ARG  | 02:00:49 | +11:24.67 |
| 21                                              | Anna Baylis            | AUS  | 02:00:53 | +11:28.82 |
| 22                                              | Ragnhild Kostøl        | NOR  | 02:01:51 | +12:26.68 |
| 23                                              | Sophie Villeneuve      | FRA  | 02:02:31 | +13:07.33 |
| 24                                              | Flor Marina Delgadillo | COL  | 02:03:17 | +13:52.72 |
| 25                                              | Erica Green            | RSA  | 02:03:32 | +14:07.99 |
| 26                                              | Hiroko Nambu           | JPN  | 02:06:13 | +16:49.50 |
| 27                                              | Alexandra Ka-Wah Yeung | HKG  | 02:11:29 | +22:05.41 |
| Uit de race genomen wegens te grote achterstand |                        |      |          |           |
| 28                                              | Ma Yanping             | CHN  |          | +1 ronde  |
| 29                                              | Tarja Owens            | IRL  |          | +1 ronde  |
| Niet gefinisht                                  |                        |      |          |           |
| —                                               | Susy Pryde             | NZL  | DNF      | —         |